# Печать с переменными данными
Печать с переменными данными (персонализация) — возможность оформления печатной продукции таким образом, что каждый экземпляр тиража обладает индивидуальными данными, при этом общие текстовые и графические элементы остаются неизменными.

## Основные устройства
Основными устройствами, имеющими функцию печати с переменными данными, являются:
- Nex Press 2100
- аппараты компании Hewlett-Packard Indigo
- системы Xeikon
- Xerox Nuvera EA100
- Xerox DocuColor iGen3

## История
Технология промышленной печати с переменными данными появилась в 1993 году, чем обозначила начало нового этапа развития мирового рынка полиграфии.
Американская типография Cohber была первой коммерческой организацией, воспользовавшейся технологией печати с переменными данными. После чего, прибыль компании выросла в несколько десятков раз.
Нумерация экземпляров представляет собой самый простой вид печати с переменными данными.
«Нумераторы» — специальные приложения к основным типографским станкам, служащие специально для этой функции. Однако для нумерации экземпляров не обязательно иметь специализированный аппарат.

## Виды персонализированной печати
Самые распространённые виды персонализированной печати данного уровня:
- лотерейные билеты
- входные билеты
- купоны
- пропуска
- удостоверения
- маркировки и т. д.

Адресная рассылка
Этот вид персонализированной печати включает в себя печать контактной информации поверх стандартизированного текста полиграфического изделия.
Такой тип печати может быть осуществлен без специализированных устройств, но только на цифровом печатном аппарате.
Виды печати с переменными данными для адресной рассылки:
- конверты
- письма
- открытки и т. д.

Персонализированная рассылка
Имеет много общего с предыдущим пунктом, однако обладает и отличительными особенностями:
- возможна надпечать более сложных элементов в отведенные места
- наложение одного изображения на второе
- размещение текста в любом положении (поворот).

Применяется для нанесения следующих элементов:
- надписи
- фотографии
- факсимиле
- логотипы и т. п.

«Транзакционная» печать
Применяется для потоковых данных для личных счетов или отчетов, по причине снижения их восприятия и читабельности из-за большого количества символов.
Используется при печати на следующих документах:
- B2B (Business to business)
- личные документы закрытого типа (банковские счета и т. п.)

Издания вариативного типа
Самый сложный вид персонализированной печати, он представляет нанесения элементов текста, изображений или таблиц на материалы любого объема. При этом имеется возможность установить алгоритм размещения объектов таким образом, что надпечать будет производиться только при наличии определенного элемента.

## Требования
Требования предъявляемые для персонализированной печати:
- макет, разработанный в нужном формате, в котором имеется место для надпечати переменных данных
- база данных персонализированной информации
- специальная программа, позволяющая проводить печать с переменными данными
- высокопроизводительное многофункциональное устройство для персонализованной печати.

## Задачи персонализированной печати
- Текстовая персонализация. Используется, когда нужно произвести впечатление, что материал имеет индивидуального адресата. Является маркетинговым и PR-ходом, используемым в агитационных политических кампаниях, при работе с потенциальными клиентами класса «luxury».
- Печать штрих-кодов. Это задача ставится при организации полномасштабных акций (например, рассылка или раздача карточек, имеющих такой код), а также банковских персонализированных документах закрытого типа.
- Персонализация графических объектов. Может использоваться в качестве маркетингового хода (например, почетным клиентам высылается индивидуальная карта проезда до офиса).
- Art-персонализация данных. Использование в качестве визуального объекта фотографии. Распространена при заказе небольших тиражей годовых отчётов, календарей, приглашений.